# 綠界科技
綠界科技股份有限公司（英語：Green World FinTech Service Co., Ltd.）簡稱綠界科技或綠界，成立於1996年，是台灣最早的金融科技服務公司，亦為台灣第三方支付市場規模最大的支付品牌，最大股東是遊戲營運商歐買尬。

## 沿革
1996年6月，綠界國際資訊有限公司正式成立，早期經營代收代付電子服務平台及虛擬主機代管服務，而後在2000年2月與工研院電通所合作轉型為IPSP（Internet Payment Service Provider）跨足電子商務市場建立線上刷卡金流交易機制，5月公司更名為綠界科技股份有限公司。2003年取得聯合信用卡處理中心（NCCC）付款匣道授權。 2004年8月，與交通部台灣鐵路管理局合作線上信用卡付款之服務，2007年推出開店平台系統Anow。2009年取得支付卡產業資料安全標準（PCI DSS）國際認證。2011年12月客戶正式超過5,000家，年收單交易金額新臺幣23億元，同年被歐買尬併購，2013年7月與歐買尬集團旗下歐付寶O'Pay合作電子支付平台。
2016年推出新服務ECPay整合金流平台，網站成交金額（GMV）達年交易新臺幣39億元。2017年2月22日，歐買尬成立歐付寶投資控股公司，統一管理歐付寶電子支付公司及綠界科技公司，用換股上併入，使其成為100%持股子公司，同年度與20多間國內外電商開店平台達成協議，策略聯盟藉此擴大品牌效益。2018年ECShop跨大服務包含一頁式網站及資安聯防健檢，營收新臺幣5億元。2019年推出ECShop線上開店服務，串聯金流、物流、電子發票，提供企業一條龍服務，建置專案客製化系統，客戶數達18萬家，網站成交金額達年交易新臺幣488億元，並向金管會提出公開發行申請。2019年3月將區塊鏈CryptoDT平台轉由歐買尬服務。
2020年綠界科技向金管會申請興櫃通過，於櫃檯買賣中心登錄為興櫃股票，股票代號6763，營收突破新臺幣10億，網站成交金額年交易新臺幣604億元。2020年9月30日推出ECTicket禮券、票券發行的服務平台。2021年4月，ECShop賣場會員成長至46000家，因應消費市場習慣的改變，及疫情下宅經濟的蓬勃發展，增加定期定額收款功能，廠商能在現有的架構下提供訂閱制服務，具體應用方面包含遠端捐款連結，定期定額捐款等等。
2021年12月3日綠界科技通過證券櫃買中心審議其上櫃案，網站成交金額達年交易772億元，客戶數超過30萬家。
2022年3月上櫃掛牌。2022年5月17日歐買尬集團宣布下半年度將串聯旗下子公司綠界科技逾30萬以上收款店家，提升歐付寶整體之交易量。
2022年5月投資精誠資訊旗下全資子公司《嘉利科技(更名，精誠金融科技)》並取得30％股份，未來可一次滿足中小微商戶線上及線下的零售支付需求。 。
2022年12月與 裕隆汽車集團旗下子公司《裕融企業》達成換股協議，透過跨界策略聯盟，合力加速推進線上交易的多元分期服務。該年度會員數持續上升並累積 36 萬家以上。
2023年6月與歐買尬集團《歐付寶》合作支持推動財金公司的「台灣國家級支付生態系TWQR」，便於會員與消費者能輕鬆收款與付款。
2024年4月：綠界科技宣布透過子公司綠界大數據公司，收購「銳齊科技有限公司」的廣告代銷運營部門，以提升電子商務整合效益，強化社群媒體精準投放能力。
2024年11月：綠界科技董事會宣布由劉士維擔任新任總經理。劉士維為美國曼哈頓大學資工碩士，曾任橘熊科營運長及永豐商店總經理等職。

## 市值
2021年6月22日綠界科技興櫃價格再創新高，收盤價來到1335元。7月1日股價達1,570元，突破歷史紀錄，為目前台灣興櫃股中最高價者。2022年3月1日興櫃股王1517張完成上櫃普通股競拍，得標最高價格1,005元，收盤價948元。3月15日上櫃價格每股760元，創下上市櫃最高承銷價，市值逾百億元。2025年5月26日市值達100.49億。

## 新聞事件
- 母公司董座林一泓涉內線交易高等法院判6年，合作公司未如期給付權，在得知營收將大幅減少五成的情況下，出脫手中持股規避6,355萬元損失，遭檢察官起訴，一審無罪，檢察官上訴高等法院判刑6年[5]
- 2021年7月22日綠界科技傳遭DDoS攻擊使得多家電商交易付款無法正常運作[6]。

- 經營權之爭，歐買尬董座林一泓對綠界科技創辦人王建民在臉書PO文影射操弄股東權益、利用減資後增資減少手上股份等資訊，提出刑事及民事告訴，民事部分，判王建民10萬餘元，並在臉書刊登道歉10日；刑事部分，誹謗罪拘役59天，可易科罰金5萬9,000元。[7]

## 關係企業
- 歐付寶金融科技股份有限公司
- 茂為歐買尬數位科技股份有限公司
- 綠界大數據應用科技股份有限公司

## 董事會與法人股東

### 董事會
| 職 稱    | 中文名                         | 備註                                                                                           |
| -------- | ------------------------------ | ---------------------------------------------------------------------------------------------- |
| 董事長   | 梁維誠                         | 綠界科技股份有限公司董事長 精誠金融科技股份有限公司法人董事 代表人                             |
| 董事     | 茂為歐買尬數位科技股份有限公司 | 代表人：楊碧茵 歐付寶電子支付股份有限公司法人董事代表人 茂為歐買尬數位科技股份有限公司財務協理 |
| 董事     | 茂為歐買尬數位科技股份有限公司 | 代表人：羅士博 茂為歐買尬數位科技股份有限公司總經理                                            |
| 獨立董事 | 黃慶堂                         |                                                                                                |
| 獨立董事 | 劉科                           |                                                                                                |
| 獨立董事 | 黃良傑                         |                                                                                                |

### 法人股東
茂為歐買尬數位科技股份有限公司為綠界科技最大股東，占比26.31%。 . TechNews 科技新報.   [2022-05-18]. （原始内容存档于2022-03-13） （中文（臺灣））.</ref>。歐買尬之主要股東為睿智創業投資管理顧問（股）公司持股比例12.46%，林一泓持股比例10.00%。睿智創業投資管理顧問（股）公司主要股東為林一泓，持股比例61.38%。

## 相關
- 中華民國第三方支付業者列表
- 第三方支付
- 金融科技
- 金融服務
- 中華民國電子支付機構列表
- 茂為歐買尬數位科技股份有限公司

## 外部連結
- 綠界科技 （页面存档备份，存于）